# 1,2-Dihydronaphtalène
Le 1,2-dihydronaphtalène, ou plus communément le dihydronaphtalène, aussi appelé dialine, est un hydrocarbure bicyclique de formule brute C10H10. Sa structure est similaire à celle du naphtalène, mais dont l'une des liaisons doubles sur l'un des cycles a été hydrogénée. Il se présente sous la forme d'un liquide incolore, hydrophobe et donc insoluble dans l'eau. Il est cependant soluble dans les solvants organiques classiques, tels que le benzène, l'éther diéthylique, l'éthanol, l'acétone ou le toluène.